# Simon Sohm
Simon Sohm (* 11. April 2001 in Zürich) ist ein Schweizer Fussballspieler, der seit August 2025 beim italienischen Erstligisten AC Florenz unter Vertrag steht. Der defensive Mittelfeldspieler, der auch die nigerianische Staatsbürgerschaft besitzt, ist seit 2020 Schweizer U21- und A-Nationalspieler.

## Karriere

### Verein
Simon Sohm wurde als Sohn einer Schweizerin und eines Nigerianers in Zürich geboren und besitzt die Staatsbürgerschaften beider Nationen. Er spielte seine gesamte Jugendlaufbahn beim FC Zürich und unterzeichnete am 29. Juni 2018 seinen ersten professionellen Vertrag beim Stadtclub. In dieser Saison 2018/19 spielte er regelmässig für die U21-Mannschaft in der dritthöchsten Schweizer Spielklasse. Am 28. Oktober 2018 (12. Spieltag) debütierte er bei der 2:3-Auswärtsniederlage gegen den FC St. Gallen in der ersten Mannschaft, als er in der 91. Spielminute für Adrian Winter eingewechselt wurde. Sein Startelfdebüt gab er drei Tage später beim 3:2-Auswärtssieg gegen den FC Red Star Zürich im Achtelfinale des Schweizer Cups. In dieser Spielzeit bestritt er sechs Ligaspiele für die erste Mannschaft und lief 16-mal bei der Reserve auf.
Am 22. September 2019 (7. Spieltag) erzielte er beim 2:0-Heimsieg gegen den FC Thun sein erstes Tor in der Super League. In der nächsten Zeit gelang ihm der Durchbruch in die Startformation von Cheftrainer Ludovic Magnin. Am 16. Dezember 2019 wurde sein Vertrag bis Sommer 2023 verlängert. In dieser Spielzeit bestritt er 31 Ligaspiele, in denen ihm ein Tor und zwei Vorlagen gelangen.
Am 4. Oktober 2020 wechselte Sohm zum italienischen Erstligisten Parma Calcio, wo er einen Fünfjahresvertrag unterzeichnete. Der Vertrag wurde zwischenzeitlich bis 2027 verlängert.
Nach 155 wettbewerbsübergreifenden Einsätzen für Parma unterschrieb er im August 2025 einen Fünfjahresvertrag beim Ligakonkurrenten AC Florenz.

### Nationalmannschaft
Im April 2016 absolvierte Simon Sohm ein Länderspiel für die Schweizer U15-Nationalmannschaft. Von September 2016 bis Mai 2017 bestritt er neun Einsätze für die U16, in denen ihm ein Torerfolg gelang. Anschliessend spielte der defensive Mittelfeldspieler für die U17. Im Mai 2018 nahm er mit der Auswahl an der U17-Europameisterschaft 2018 in England teil. Dort wurde er in allen drei Gruppenspielen eingesetzt und überschritt nach dem Wettbewerb die Altersgrenze. Insgesamt kam er in 12 Länderspielen zum Einsatz, in denen er ein Tor erzielte. Mitte Oktober 2018 stand er in einem freundschaftlichen Länderspiel gegen Österreich für die U18 auf dem Spielfeld. Zwischen November 2018 und Februar 2020 war Sohm Schweizer U19-Nationalspieler, anschliessend zählte er bis 2023 zur Schweizer U21-Auswahl. Am 7. Oktober 2020 gab er in einem Freundschaftsspiel gegen Kroatien sein Debüt in der Schweizer A-Nationalmannschaft.
Aufgrund seiner Doppelstaatsbürgerschaft hätte Simon Sohm sowohl für die Schweizer als auch für die nigerianische A-Nationalmannschaft auflaufen können.